# Natale romano
Natale (latino Natalis dies) è il nome con cui nella religione romana si indica il giorno di inizio di un evento importante e la sua ricorrenza: la nascita di un individuo e il suo compleanno, la fondazione di una città e il suo anniversario, la dedica di un luogo sacro e la sua ricorrenza, l'inizio del regno di un sovrano e la ricorrenza della sua ascesa al trono.

## Descrizione storica
Nel calendario romano si trovano espressioni come Natale di Tito, Natale di Adriano a intendere i compleanni degli imperatori, oppure Natale di Mercurio, Natale di Minerva, a intendere la ricorrenza della dedica del tempio di questa o quella divinità.
Nel giorno natalizio si svolgevano feste private in occasione dei compleanni dei privati cittadini e feste pubbliche in occasione del natale di imperatori e divinità. Anche il Natale di Roma era una solennità pubblica e coincideva con l'antica festa dei Parilia.
Il natale romano più famoso è però quello del Sole Invitto, il dies Natalis Solis Invicti, introdotto da Eliogabalo (imperatore dal 218 al 222) e ufficializzato per la prima volta da Aureliano nel 273, sul quale si sovrappose il Natale cristiano.